# Marcos Vinicius (chitarrista)
Marcos Vinicius (Congonhas, 17 ottobre 1961) è un chitarrista e compositore brasiliano.

## Carriera
Nel 1984 vince giovanissimo il prestigioso concorso "Villa Lobos" e nel 1987 è "Diploma di merito" alla Accademia Musicale Chigiana di Siena come miglior allievo di Oscar Ghiglia. La sua interpretazione del Concierto de Aranjuez di Joaquìn Rodrigo con la Brazilian Symphonic Orchestra, gli vale il premio della critica come "Solista dell'anno" 1992. Tiene da anni concerti in molti Paesi, come Usa, Cina, Spagna, Brasile, Italia, Austria, Finlandia, Ungheria,  Turchia, Canada; e nei teatri più prestigiosi, fra cui Wigmore Hall di Londra, Rollins College Music Hall di Orlando, Florida, WMCA Performing Arts di Albany, New York. Testimonial nel 2010 per la FAO e per l'ONU nell'ambito della Giornata Mondiale dell'Alimentazione, offre le sue performances a Gerico e nel Palazzo Centrale dell'ONU, a New York, di fronte al dir.gen.Jaques Diouf e al Segretario di Stato delle Nazioni Unite Ban Ki Moon. Fonda e dirige "Violão America" (prima rivista di chitarra in Brasile) e il gruppo "Belo Horizonte Guitar Ensemble". Suona con molte orchestre, fra cui la "Pernambuco Symphony Orchestra", la "Minas Gerais Symphony Orchestra", la Philharmonic Orchestra of Kiev e molte altre formazioni.
Nel 2004 è protagonista a Milano delle commemorazioni per il decennale della morte del suo compatriota Ayrton Senna, organizzate  dall'Istituto di Cultura Brasiliano e dal Corriere della Sera.
Come curatore della "Marcos Vinicius Guitar Collection", collana a lui dedicata dalle Edizioni Carrara, ha pubblicato molte trascrizioni (da Georg Philipp Telemann, Gioachino Rossini, Johann Sebastian Bach, Georg Friedrich Händel, Sylvius Leopold Weiss, Gaspar Sanz, Niccolò Paganini, Pernambuco), composizioni originali e trattati tecnici sulla chitarra.
Emittenti radiofoniche e televisive di diversi Paesi (fra cui Cina, Spagna, Brasile, Italia, Perù, Canada, Usa, Vaticano) dedicano spesso dossier alla sua attività artistica e in particolare alla sua figura di concertista/compositore.  Fra le tante la RAI, la Radio Vaticana e l'internazionale CCTV9 con il programma "Music Stories".
Il 17 ottobre 2011 offre la sua performance (così come la cantante Dee Dee Bridgewater) durante la Giornata Mondiale dell'Alimentazione, esibendosi ancora una volta in FAO nell'ambito della cerimonia celebrativa in cui Jeremy Irons  viene proclamato nuovo Ambasciatore di Buona Volontà. Occasione nella quale è testimonial delle campagne mediatiche radio-televisive a sostegno dei progetti FAO nel Corno d'Africa, insieme a Carl Lewis, Gina Lollobrigida, Jeremy Irons, Carla Fracci, Susan Sarandon, Carl Lewis, Nino Benvenuti, Roberto Baggio e altri.
Testimonial, con Amii Stewart, della campagna Noppaw "Walking Africa" (durante l'assegnazione del Nobel per la Pace a due donne africane e una yemenita) è protagonista, nel giugno 2012, di tre fortunate tournée estive a Kiev, in Cina e  in Canada (special guest Sébastien Deshaies).
È premiato dalla REA (RadiotelevisioniEuropeeAssociate) presso il Palafiori di Sanremo.
La sua Ave Maria scritta ad aprile 2013, prima opera vocale per coro misto, edita dalla "Sonitus", è presentata all' International Choir Festival di Kiev ed eseguita in Prima Mondiale a Roma il 6 dicembre 2013, in occasione della cerimonia di apertura del Festival Internazionale Chorus Inside, organizzazione internazionale che gli conferisce, per l'originalità della composizione, il Diploma D'Oro.
Per il suo ultra-decennale impegno umanitario nel dicembre 2013 è insignito de "Il Dono dell'Umanità" e, subito dopo, è Special Guest nell'evento celebrativo di Domenico Modugno al Parco Della Musica di Roma, insieme a Franco Migliacci.
Il 5 febbraio 2014, a Milano, presso la Sala Pirelli, sotto il Patronato della Regione Lombardia, viene scelto quale Socio Onorario di una no-profit internazionale che opera in tutto il mondo per l'abbattimento delle discriminazioni- soprattutto al femminile ma non solo- culturali, etniche e in particolar modo religiose; e per la lotta ad abusi di qualunque genere.
Riceve, nel dicembre 2015, il Premio Padre Pio. Nello stesso anno il Consolato Brasiliano lo sceglie per rappresentare il suo Paese all'EXPO di Milano. Nel gennaio del 2023 riceve il Premio Pellicanolibri alla Carriera.
È stato direttore artistico, docente di alto perfezionamento e di corso pre-accademico presso l'Accademia Int.le di Musica e Arti di Roma.
Ha firmato, nel 2017, la colonna sonora del docu-film L'Oro dei Cinquanta, in onore del Cinquantenario della vittoria mondiale di Nino Benvenuti al Madison Square Garden di New York, proiettato in anteprima durante la cerimonia ufficiale (organizzata da Anita Madaluni con il Patrocinio del CONI e dell'Ambasciata Americana) tenutasi presso il Salone d'Onore del CONI, alla presenza di un parterre internazionale e relatori: Giovanni Malagò, Gianni Minà, Gianni Rivera, Dario Salvatori, Dario Torromeo, Mario Alì.
Vive e lavora in Italia dove, da diversi anni, ricopre la carica di presidente dell'Accademia di Chitarra Classica di Milano.
In varie iniziative sociali collabora con i poeti Beppe Costa e Marco Cinque.
Scrivono di lui le firme più prestigiose della maggiori testate internazionali.

## Discografia
- Dedicatoria (1987), Bottega Discantica. Musiche di Bruno de Souza, Gaspar Sanz, Michael Praetorius, Paolo Colombo, David Kellner, Henrique Hannes, Enrique Granádos, Milan Tesar, Júlio Borges, Leo Brouwer, Francis Kleynjans, Eduardo Sainz de la Maza, Radamés Gnatalli, Joaquín Rodrigo
- My hands... my soul (1999), Bottega Discantica.
- Guitar recital (2000), Bottega Discantica. Musiche di Gaspar Sanz, Isaac Albéniz, Eduardo Sainz de la Maza, Regino Sainz de la Maza, Jorge Cardoso, Joaquín Rodrigo, Francisco Tarrega, Julio Borges, Bruno de Souza, Enrique Granados, Augustin Barrios Mangoré, Claudio Tupinambà, Manuel Maria Ponce, Henrique Annes, Leo Brouwer, Astor Piazzolla, Paulo Bellinati
- Leyendas (2001), Bottega Discantica. Musiche di Isaac Albéniz, Andrès Segovia, Federico Moreno-Torroba, Joaquin Malats, Augusto Anibal Sardinha, Antonio Lauro, Regino Sainz de la Maza, Enrique Granados, Miguel Llobet, Joaquín Rodrigo
- Encanto (2003), Bottega Discantica. Musiche di Egberto Gismonti, Dilermando Reis, Mozart Bicalho, Milan Tesar, William Lovelady, Marcelo Fortuna, Leo Brouwer, Rosen Balkanski, Nicanor Teixeira, Celso Machado, Alexandre Piló, Federico Moreno-Torroba.
- Viola... violar (2007), Bottega Discantica.
- Playing Marcos Vinicius (2010), Sonitus. Musiche di Marcos Vinicius. Interpreti vari.